# Фокс-Чейз (округ Беркс, Пенсільванія)
Фокс-Чейз (англ. Fox Chase) — переписна місцевість (CDP) в США, в окрузі Беркс штату Пенсільванія. Населення — 1600 осіб (2020).

## Географія
Фокс-Чейз розташований за координатами 40°23′41″ пн. ш. 75°57′48″ зх. д. / 40.39472° пн. ш. 75.96333° зх. д. (40.394796, -75.963420).  За даними Бюро перепису населення США в 2010 році переписна місцевість мала площу 0,93 км², з яких 0,89 км² — суходіл та 0,03 км² — водойми.

## Демографія
Згідно з переписом 2010 року, у переписній місцевості мешкали 1622 особи в 582 домогосподарствах у складі 492 родин. Густота населення становила 1750 осіб/км².  Було 592 помешкання (639/км²).
Расовий склад населення:
| - 91,1 % — білих - 3,6 % — чорних або афроамериканців - 1,7 % — азіатів - 0,1 % — вихідців з тихоокеанських островів - 0,1 % — корінних американців - 1,5 % — осіб інших рас |

До двох чи більше рас належало 1,9 %. Частка іспаномовних становила 5,3 % від усіх жителів.
За віковим діапазоном населення розподілялося таким чином: 21,8 % — особи молодші 18 років, 64,6 % — особи у віці 18—64 років, 13,6 % — особи у віці 65 років та старші. Медіана віку мешканця становила 45,6 року. На 100 осіб жіночої статі у переписній місцевості припадало 97,3 чоловіків;  на 100 жінок у віці від 18 років та старших — 94,2 чоловіків також старших 18 років.
Середній дохід на одне домашнє господарство  становив 99 984 долари США (медіана — 100 313), а середній дохід на одну сім'ю — 112 002 долари (медіана — 108 320). Медіана доходів становила 52 628 доларів для чоловіків та 49 792 долари для жінок. За межею бідності перебувало 2,0 % осіб, у тому числі 0,0 % дітей у віці до 18 років та 4,2 % осіб у віці 65 років та старших.
Цивільне працевлаштоване населення становило 852 особи. Основні галузі зайнятості: виробництво — 27,1 %, науковці, спеціалісти, менеджери — 21,1 %, роздрібна торгівля — 14,4 %, освіта, охорона здоров'я та соціальна допомога — 11,4 %.